# 5433 Kairen
5433 Kairen è un asteroide della fascia principale. Scoperto nel 1988, presenta un'orbita caratterizzata da un semiasse maggiore pari a 2,5436244 UA e da un'eccentricità di 0,2223374, inclinata di 7,79164° rispetto all'eclittica.